# Skanör med Falsterbo
Skanör med Falsterbo – miejscowość (tätort) w południowej Szwecji, w regionie administracyjnym (län) Skania (gmina Vellinge). Do 1970 Skanör med Falsterbo miało status miasta, powstałego w 1754 z połączenia dwóch założonych w średniowieczu miast, Skanör i Falsterbo.
W 2010 Skanör med Falsterbo liczyło 6937 mieszkańców.

## Geografia
Skanör med Falsterbo jest położone na zachodnim krańcu półwyspu Falsterbonäset, najbardziej wysuniętego na południowy zachód punktu prowincji historycznej (landskap) Skania i Szwecji, ok. 30 km od Malmö.
Miejscowość składa się z dwóch wyraźnie od siebie odgraniczonych części, z położonego bardziej na północ Skanör oraz Falsterbo. Granicę pomiędzy nimi stanowi znajdujący się pod szczególną ochroną tzw. tångvall, rodzaj wału zbudowanego z wielu warstw wysuszonej trawy, wodorostów i umocnionego darnią.

## Historia
Historia Skanör (w czasach duńskich, do 1658 Skanør) oraz Falsterbo sięga średniowiecza, kiedy oba miasta odgrywały ważną rolę w międzynarodowym handlu śledziem. Handel ten był w pewnych okresach średniowiecza jednym z głównych dochodów Korony duńskiej. Szczególnie zasobne w tę rybę były wówczas wody na północ od Falsterbonäset. Od XII do 2 połowy XVI wieku na plażach wokół obu miast organizowano co roku wielki jarmark, tzw. Skånemarknaden. W 2 połowie XVI wieku zasoby śledzia znacznie zmalały i zaprzestano połowu tej ryby na większą skalę. Tym samym zakończył się okres świetności miast Skanör i Falsterbo.
Oba podupadłe miasta zostały połączone w 1754 w jeden organizm miejski, zarządzany przez wspólnego burmistrza. Po 1945 było to najmniejsze miasto Szwecji. W latach 60. XX wieku rozpoczął się szybszy rozwój miejscowości, pełniącej współcześnie rolę jednego z przedmieść Malmö. W 1974 gmina Skanör med Falsterbo została włączona do gminy Vellinge.

## Transport i komunikacja
Skanör i Falsterbo połączone jest z Vellinge drogą lokalną nr 100 (Länsväg 100; Skanör – Ljunghusen – Höllviken – Vellinge).
W latach 1904–1971 komunikację kolejową zapewniała nieistniejąca już linia Falsterbo – Skanör – Vellinge (Vellinge-Skanör-Falsterbo Järnväg).

## Galeria

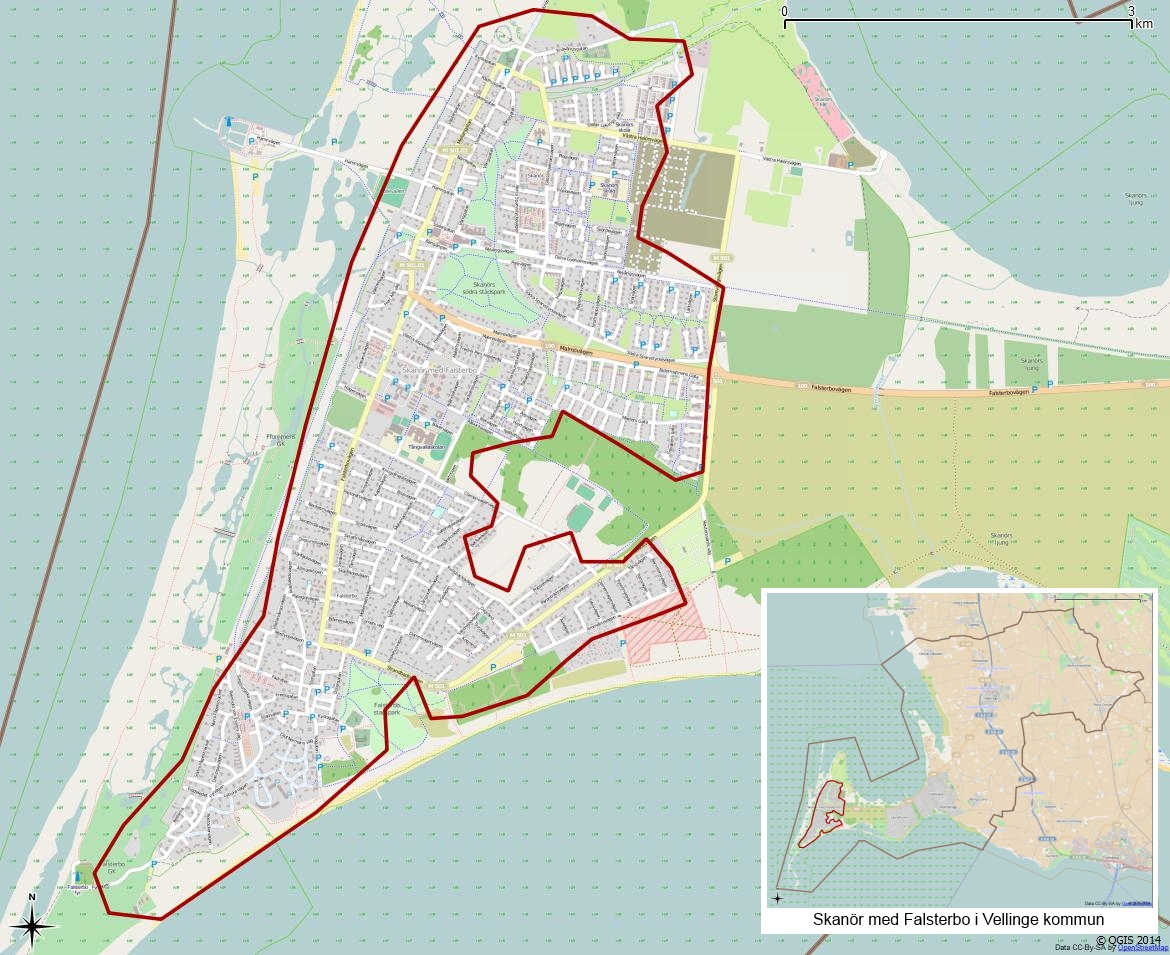
Tätort Skanör med Falsterbo (1990)
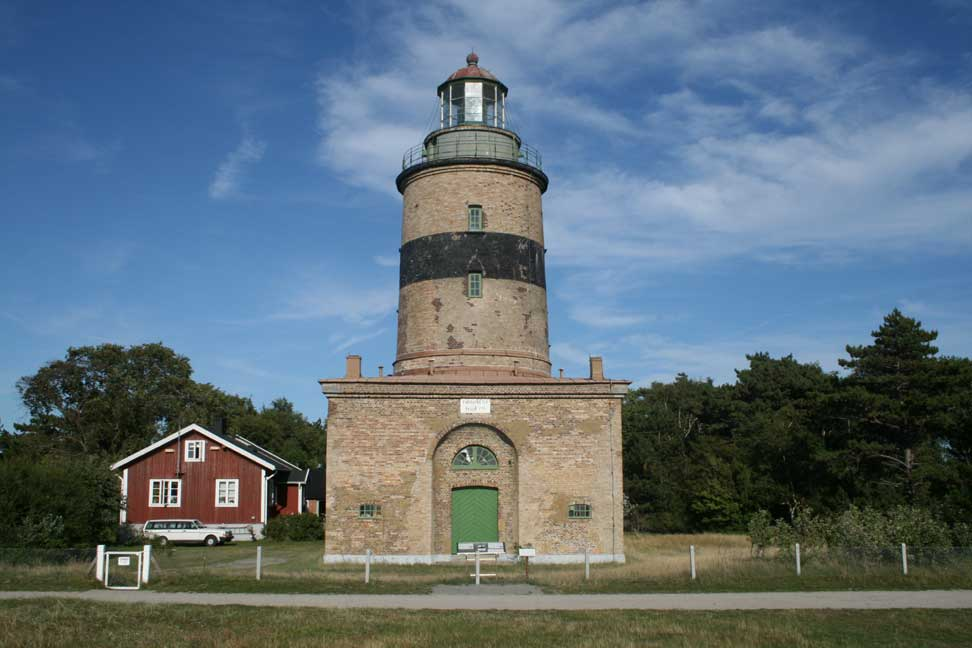
Latarnia morska w Falsterbo
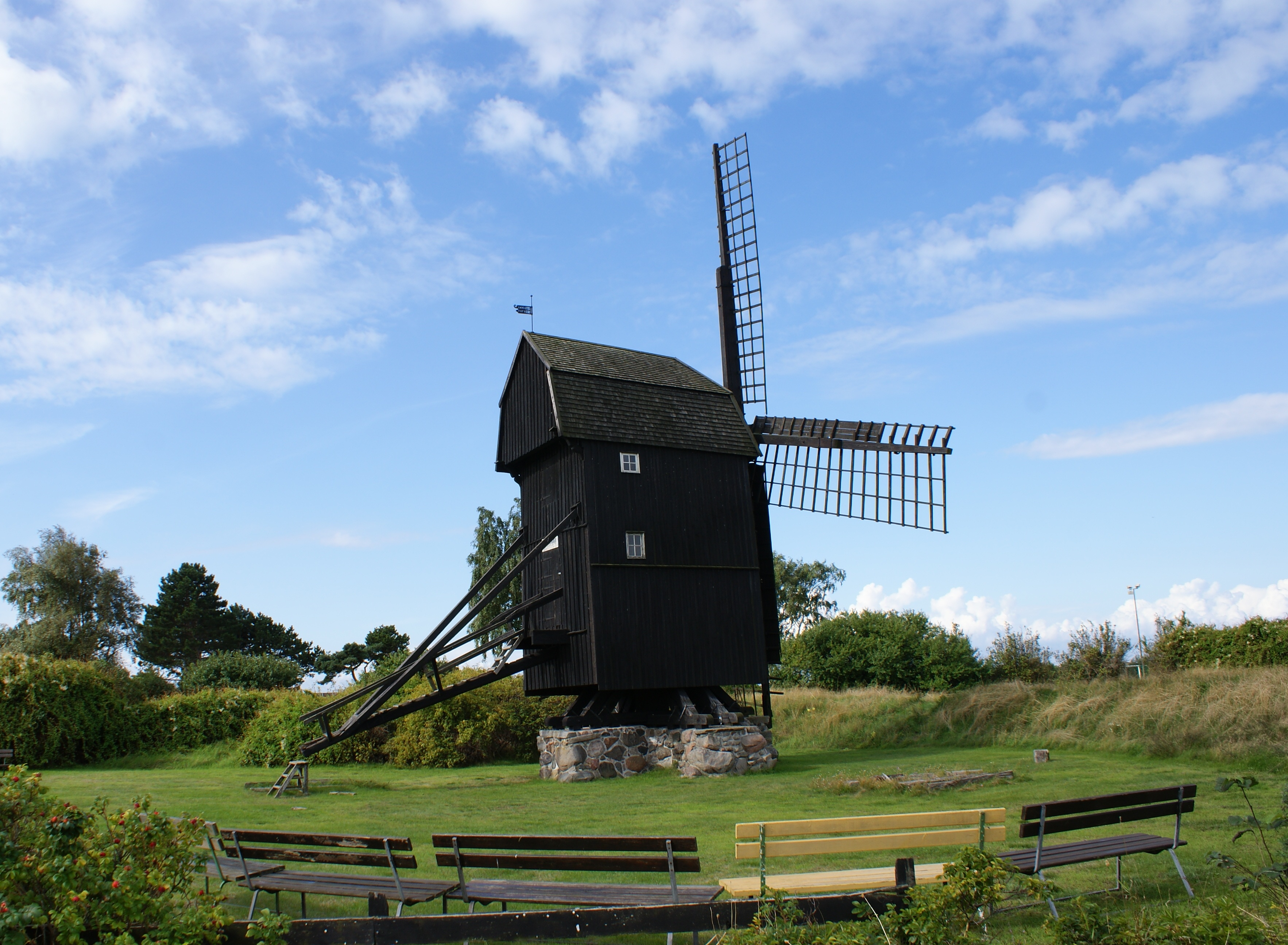
Skanörs mölla
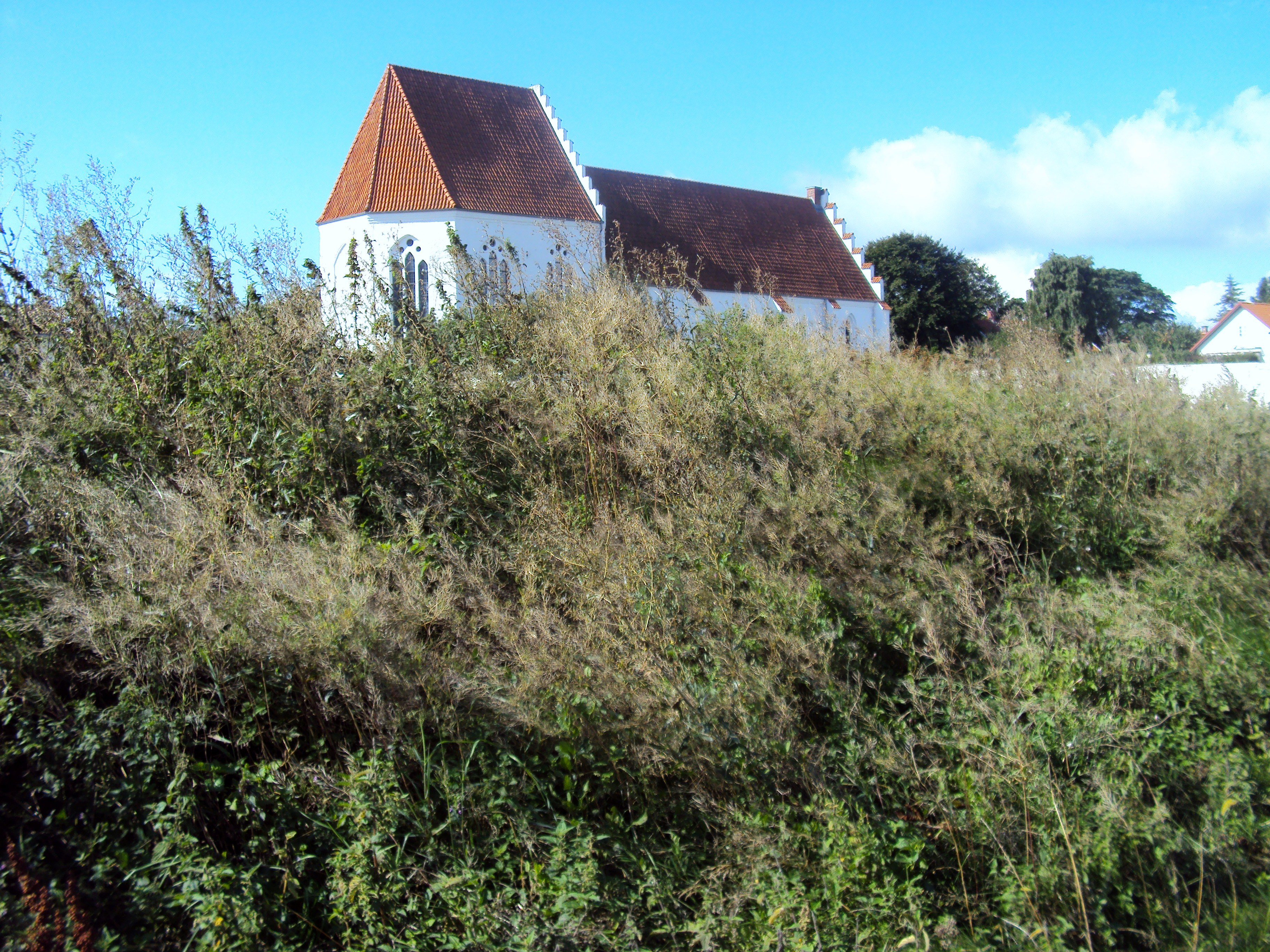
Kościół w Skanör. Na pierwszym planie tångvall